# Annales du Musée Guimet: Bibliothèque d’études
Annales du Musée Guimet: Bibliothèque d’études ist eine orientalistische, überwiegend religionswissenschaftliche Buchreihe, die als Unterreihe der Annales du Musée Guimet des Musée Guimet, dem 'Musée National des Arts Asiatiques' (Nationalmuseum der asiatischen Künste), seit 1892 in Paris erscheint. Werke führender Fachvertreter sind darin erschienen. Es fanden auch Übersetzungen Aufnahme.

## Auswahl
- 01 Le Rig-Véda et les origines de la mythologie indo-européenne ; 1 / Paul Regnaud. - 1892
- 02 Les lois de Manou / Georges Strehly. - Paris : Leroux, 1893
- 03 Coffre à trésor, attribué Shôgoun Iyé-Yoshi (1838–1853) : étude héraldique et historique / Léon de Milloué. - Paris : Leroux, 1896
- 04 Recherches sur le Bouddhisme / Ivan Pavlovič Minaev. - Paris : Leroux, 1894 Digitalisat
- 07 Les Parsis ; 1 / Delphine Menant. - 1898
- 08 Si-do-in-dzou : gestes de l'officiant dans les cérémonies mystiques des sectes Tandaï et Signon / Hôryû Toki. - Paris : Leroux, 1899
- 09 La vie future d'après le Mazdéisme à la lumière des croyances parallèles dans les autres religions : étude d'eschatologie comparée / Nathan Söderblom. - Paris : Leroux, 1901
- 12 Bod-Youl ou Tibet : (le paradis des moines) / Léon de Milloué. - Paris : Leroux, 1906
- 13 Le Théâtre au Japon : ses rapports avec les cultes locaux / Alexandre Bénazet. - Paris : Leroux, 1901
- 14 Le rituel du culte divin journalier en Egypte : d'après les papyrus de Berlin et les textes du temple de Séti Ier, à Abydos / Alexandre Moret. - Paris : Leroux, 1902
- 15 Du caractère religieux de la royauté pharaonique / Alexandre Moret. - Paris : Leroux, 1902
- 16 Le culte et les fêtes d'Adônis-Thammisuz dans l'Orient antique / Charles Vellay. - Paris : Leroux, 1904
- 17 Le Népal ; 1 / Sylvain Lévy. - 1905
- 18 Le Népal ; 2 / Sylvain Lévy. - 1905
- 19 Le Népal ; 3 / Sylvain Lévy. - 1908
- 20 Les livres sacrés du Cambodge ; 1 / Adhémard Leclère. - 1906
- 21 Le T'ai chan : essai de monographie d'un culte chinois ; appendice: Le dieu du sol dans la Chine antique / Édouard Chavannes. - Paris : Leroux, 1910
- 21 Le T'ai chan : essai de monographie d'un culte chinois Appendice ; le dieu du sol dans la chine antique / Edouard Chavannes. - Nachdr. der Ausg. Paris 1910. - Taipei : Ch'eng Wen, 1970 = 1910
- 22 Essai de bibliographie jaina : répertoire analytique et méthodique des travaux relatifs au Jainisme ; avec planches hors texte / Armand Albert Guérinot. - Paris : Leroux, 1906
- 23 L'histoire des idées théosophiques dans l'Inde / 1, La thésophie brahmanique / Paul Oltramare. - 1906
- 24,1 Études sur le calendrier Êgyptien : dates calendériques au point de vue de l'histoire de la civilisation / Eduard Mahler. - Paris : Leroux, 1907
- 24,2 Chronologie Égyptienne / Eduard Meyer. - Paris : Leroux, 1912
- 25 Les origines de l'Égypte pharaonique / 1, La IIe et la IIIe dynasties / Raymond Weill. - 1908
- 26 Archéologie du Sud de l'Inde / T. 1 / Architecture : avec 71 figures et 64 planches hors texte / Gabriel Jouveau-Dubreuil. - 1914
- 27 Archéologie du Sud de l'Inde / T. 2 / Iconographie : avec 40 figures et 44 planches hors texte / Gabriel Jouveau-Dubreuil. - 1914
- 29 Adonis : étude de religions orientales comparées / James George Frazer. - Paris : Geuthner, 1921
- 30 Les origines de la famille et du clan / James George Frazer. - Paris : Geuthner, 1922
- 31 L'histoire des idées théosophiques dans l'Inde. / 2, La théosophie bouddhique / Paul Oltramare. - 1923
- 32 La Légende de l'empereur Açoka (Açoka-Avadāna) dans les textes indiens et chinois / Jean Przyluski. - Paris : Geuthner, 1923
- 33 Le Pèlerinage à la Mekke : étude d'histoire réligieuse ; avec 1 planche / Maurice Gaudefroy-Demombynes. - Paris : Geuthner, 1923
- 34 Le Festin d'immortalité : étude de mythologie comparée indo-Européenne / Georges Dumézil. - Paris : Geuthner, 1924
- 35 Atys et Osiris : étude de religions orientales comparées / James George Frazer. - Paris : Geuthner, 1926
- 36 La Théorie de la connaissance et la logique chez les Bouddhistes tardifs / Fedor Ippolitovič Ščerbatskij. - Paris : Geuthner, 1926
- 37 Une grammaire tibétaine du tibétain classique : les ślokas grammaticaux de Thonmi Sambhoṭa avec leurs commentaires / Thonmi Sambhoṭa. - Paris : Libraire Orientaliste Geuthner, 1928
- 38 Les maîtres de la philologie védique / Louis Renou. - [Digitalisierte Ausg.]. - Paris : Geuthner, 1928
- 38 Les maîtres de la philologie védique / Louis Renou. - Paris : Geuthner, 1928
- 41 Le Problème des Centaures : étude de mythologie comparée indo-européenne / Georges Dumézil. - Paris : Geuthner, 1929
- 42 L'expression poétique dans le Folk-lore japonais / Vol. 1 / Poètes et paysans : le vingt-six syllabes de formation savante / Georges Bonneau. - 1933
- 43 L'expression poétique dans le Folk-lore japonais / Vol. 2 / La tradition orale de forme fixe : la chanson de vingt-six syllabes / Georges Bonneau. - 1933
- 44 L'expression poétique dans le Folk-lore japonais / Vol. 3 / Tradition orale et formes libres : la chanson du Kyûshû / Georges Bonneau. - 1933
- 46 Chefs-d'uvre du Kokinshû / Georges Bonneau. - Paris, 1934
- 49 L'absolu selon le Védânta : les notions de Brahman et d'Atman dans les systèmes de Çankara et Râmânoudja / Olivier Lacombe. - Paris : Geuthner, 1937
- 50 Fables de Tsey Ibrahim (Tcherkesse occidentales) / Ibrahim Cey. - Paris : Geuthner, 1939
- 51 Documents de Touen-Houang relatifs à l'histoire du Tibet / Jacques Bacot. - Paris : Geuthner, 1940/6
- 52 Le régime social des Mongols : le féodalisme nomade / B. Vladimirtsov. - Paris : Librairie d'Amérique et d'Orient, 1948
- 53 Dharma-Samuccaya / 1, Chapitres I à V / Avalokitasiṃha. - 1946
- 54 Introduction au compendium de la loi (Dharma-samuccaya) : l'aide-mémoire de la vraie loi (Saddharma-smṛtyupasthāna-sūtra) ; recherches sur un sūtra développé du Petit Véhicule / Li-kuang Lin. - Paris : Maisonneuve, 1949
- 55 Le trône et son symbolisme dans l'Inde ancienne / Jeannine Auboyer. - Paris : Presses Universitaires de France, 1949
- 56 Structure grammaticale des langues dravidiennes / Jules Bloch. - Paris : Maisonneuve, 1946
- 57 Introduction a l'étude d'Avalokiteçvara / Marie Thérèse de Mallmann. - Paris : Presses universit. de France, 1967
- 57 Introduction à l'étude d'Avalokiteçvara / Marie-Thérèse Mallmann. - Paris : Civilisations du Sud, 1948
- 58 La doctrine de Nichiren / Gaston Renondeau. - Paris : Presses Univ. de France, 1953
- 59 Le culte de l'arbre dans l'Inde ancienne : Textes et monuments brâhmaniques et bouddhiques / Odette Viennot. - Paris: Pr. univ. de France, 1954
- 60 Les premiers conciles bouddhiques / André Bareau. - Paris : Presses Universitaires de France, 1955
- 61 L'épopée tibétaine de Gesar dans sa version lamaïque de Ling / Rolf Alfred Stein. - Paris : Presses universitaires de France, 1956
- 62 La Technique de la peinture indienne d'après les textes du Śilpa / Siri Gunasinghe. - Paris : Pr. univ. de France, 1957
- 63 Angkor et le Cambodge au XVI. siècle d'après les sources portugaises et espagnoles / Bernard Philippe Groslier. - Paris : Pr. univ. de France, 1958
- 64 Danses et légendes de la Chine ancienne / 2 Bde. Marcel Granet. - [Nouv. éd.]. - 1959
- 67 Les Enseignements iconographiques de l'Agni-purana / Marie-Thérèse de Mallmann. - Paris : Pr. univ. de France, 1963
- 68 Les bouddhistes kaśmīriens au Moyen Age / Jean Naudou. - Paris : Presses universitaires de France, 1968
- 69 Culte, mythe et cosmologie dans l'Iran ancien : le problème zoroastrien et la tradition mazdéenne / Marijan Molé. - Paris : Presses Univ. de France, 1963
- 70 Art et sagesse en Chine, Mi Fou (1051-1107), peintre et connaisseur d'art dans la perspective de l'estétique des lettrés / Nicole Vandier-Nicolas. Paris : Presses Universitaires de France, 1963
- 72 Matériaux pour l'étude de la littérature populaire tibétaine. A. W. MacDonald. / 1 / Édition et traduction de deux manuscrits tibétains des "Histoires du cadavre" / Klu-sgrub-sñiṅ-po. - 1967
- 73 Histoire et institutions de la Chine ancienne des origines au XIIe siècle après J.-C. / Henri Maspero et Étienne Balazs. - Paris : Pr. univ. de France, 1967
- 75 Saddharma-smrty-upasthana-sutra [Ausz.] : dharma-samuccaya = Compendium de la loi / texte sanskrit éd. avec la version tibétaine et les versions chinoises et trad. en français par Lin Li-kouang [Lin Li-kuang]. Rév. de André Bareau; J. W. de Jong et Paul Demiéville. Avec des app. par J. W. de Jong / 3 / Chapitres 13 - 36 / Lin Li-kouang. - 1973